# Sascha Herröder
Sascha Herröder (* 18. April 1988 in Groß-Gerau) ist ein ehemaliger deutscher Fußballspieler auf der Position des Innenverteidigers.

## Werdegang

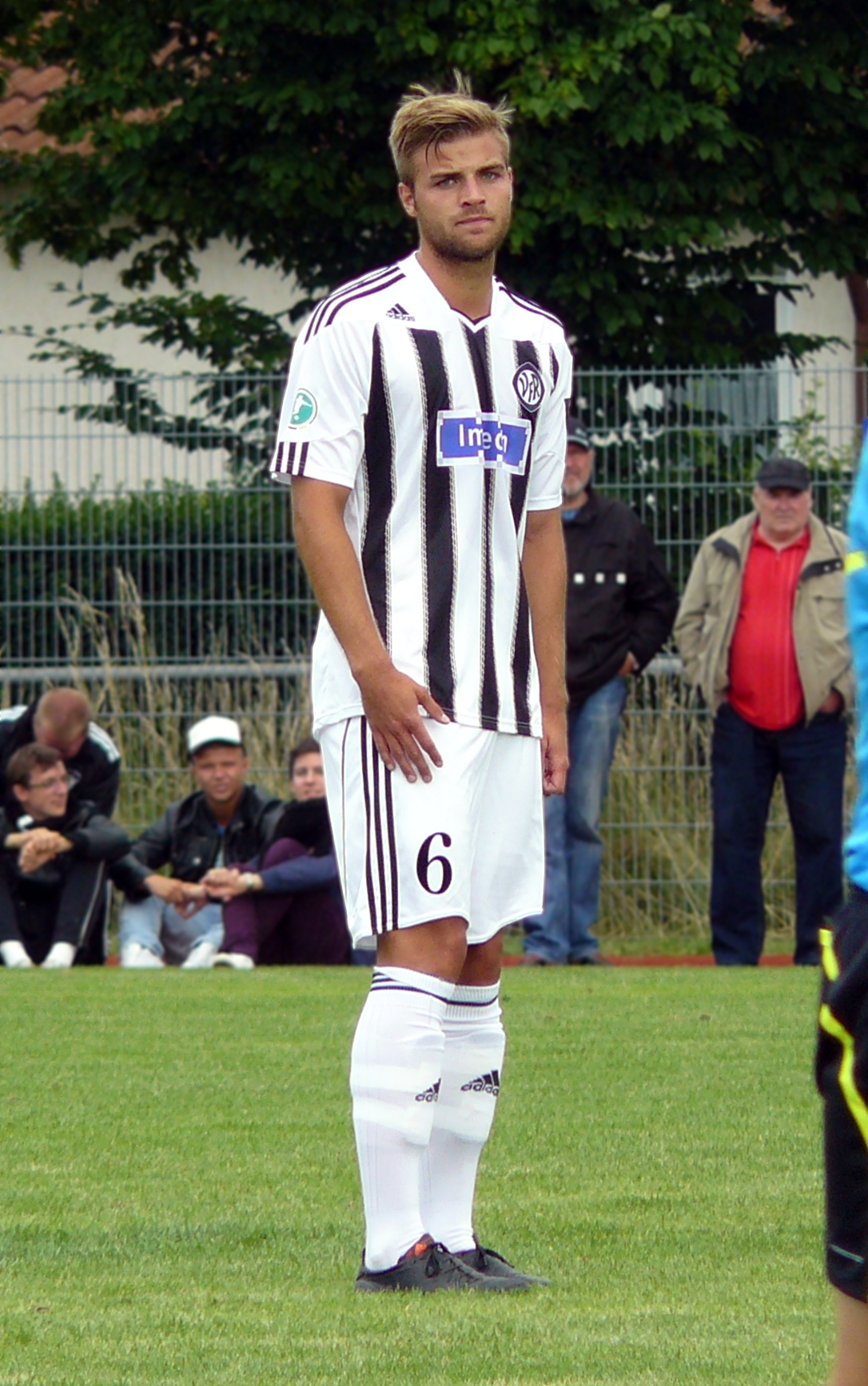
Herröder im Trikot des VfR Aalen (2011)

Herröder spielte in seiner Jugend beim 1. FSV Mainz 05 und beim SV Darmstadt 98. Zur Saison 2009/10 schloss er sich Viktoria Aschaffenburg in der Hessenliga an, wechselte aber bereits zur Winterpause zur SV Elversberg, in deren zweiter Mannschaft er eingesetzt wurde. Im Winter 2010 schloss er sich der zweiten Mannschaft von Eintracht Frankfurt in der Regionalliga Süd an.
Im Juli 2010 wechselte er von dort zum VfR Aalen in die Dritte Liga. Sein Profiliga-Debüt gab er am 12. Februar 2011, als er beim 3:2-Heimsieg gegen den SV Babelsberg 03 in der 75. Minute für Dennis Kempe eingewechselt wurde. Danach blieb er Einwechselspieler und spielte bei seinen neun Auftritten nur einmal über die volle Spielzeit. Auch in der Saison 2011/12 fand er erst spät ins Team und wurde achtmal in den Schlussminuten eingewechselt. Erst am Saisonende bestritt Herröder die letzten fünf Spieltage am Stück, wobei er jeweils als Ersatz für die verletzten oder gesperrten Stammkräfte mal auf der linken Abwehrseite, mal in der Innenverteidigung eingesetzt wurde. Am Ende sicherte sich Aalen den zweiten Platz der Tabelle und stieg damit in die 2. Bundesliga auf. Ein Angebot des VfR zur Verlängerung seines im Sommer 2012 auslaufenden Vertrags lehnte Herröder jedoch ab.
Stattdessen wechselte er zur Saison 2012/13 zum Zweitligaabsteiger Alemannia Aachen, bei dem er einen Einjahresvertrag bis zum 30. Juni 2013 unterschrieb. Nach dem Abstieg der Aachener 2013 wechselte er zum Regionalligisten Sportfreunde Lotte. Von dort ging er im August 2014 zur SpVgg Unterhaching. Nachdem Herröder nach der Saison 2014/15 vereinslos war, wechselte er am 1. Februar 2016 zum Regionalligisten Wacker Nordhausen. Zur Spielzeit 2017/2018 schloss sich Herröder dem FC Viktoria Köln in der Regionalliga West an. Er verließ den Verein aber nach einer Spielzeit und nur einem Ligaspiel wieder und beendete seine Karriere.

## Privates
Herröder lernte nach seinem Schulabschluss Sport- und Fitnesskaufmann. Sein Vater Siegfried Herröder ist ehemaliger Nationenpreisreiter im Springreiten und heute Nachwuchstrainer. Seine Schwester ist die Springreiterin Angelina Herröder.

## Erfolge
- Aufstieg in die 2. Bundesliga mit dem VfR Aalen 2012